# オートネットワーク技術研究所
株式会社オートネットワーク技術研究所（オートネットワークぎじゅつけんきゅうしょ、AutoNetworks Technologies, Ltd. ）は、住友電気工業（住友電工）並びに住友電装が出資する、車載用ワイヤーハーネス及びその他の機器の研究開発を行う企業である。

## 主力製品・事業
- 自動車用ワイヤーハーネス
- 車載エレクトロニクス

## 主要事業所
- 本社 - 三重県四日市市西末広町1-14
- 鈴鹿地区研究所 - 三重県鈴鹿市三日市町字中之池1820番地

## 沿革
- 1995年 - 株式会社ハーネス総合技術研究所設立
- 1996年 - 鈴鹿地区研究所設置
- 2000年 - 大阪地区研究所設置、株式会社オートネットワーク技術研究所へ社名変更
- 2003年 - 横浜地区研究所設置、本社住所変更（四日市本社研究所）
- 2004年 - 宇都宮地区研究所設置、厚木地区研究所設置
- 2006年 - 横浜地区研究所、厚木地区研究所へ移転統合